# Шубані (Багдатський муніципалітет)
Шубані (груз. შუბანი) — село в Грузії.
За даними перепису населення 2014 року в селі проживає 228 особа.